# 유스카란

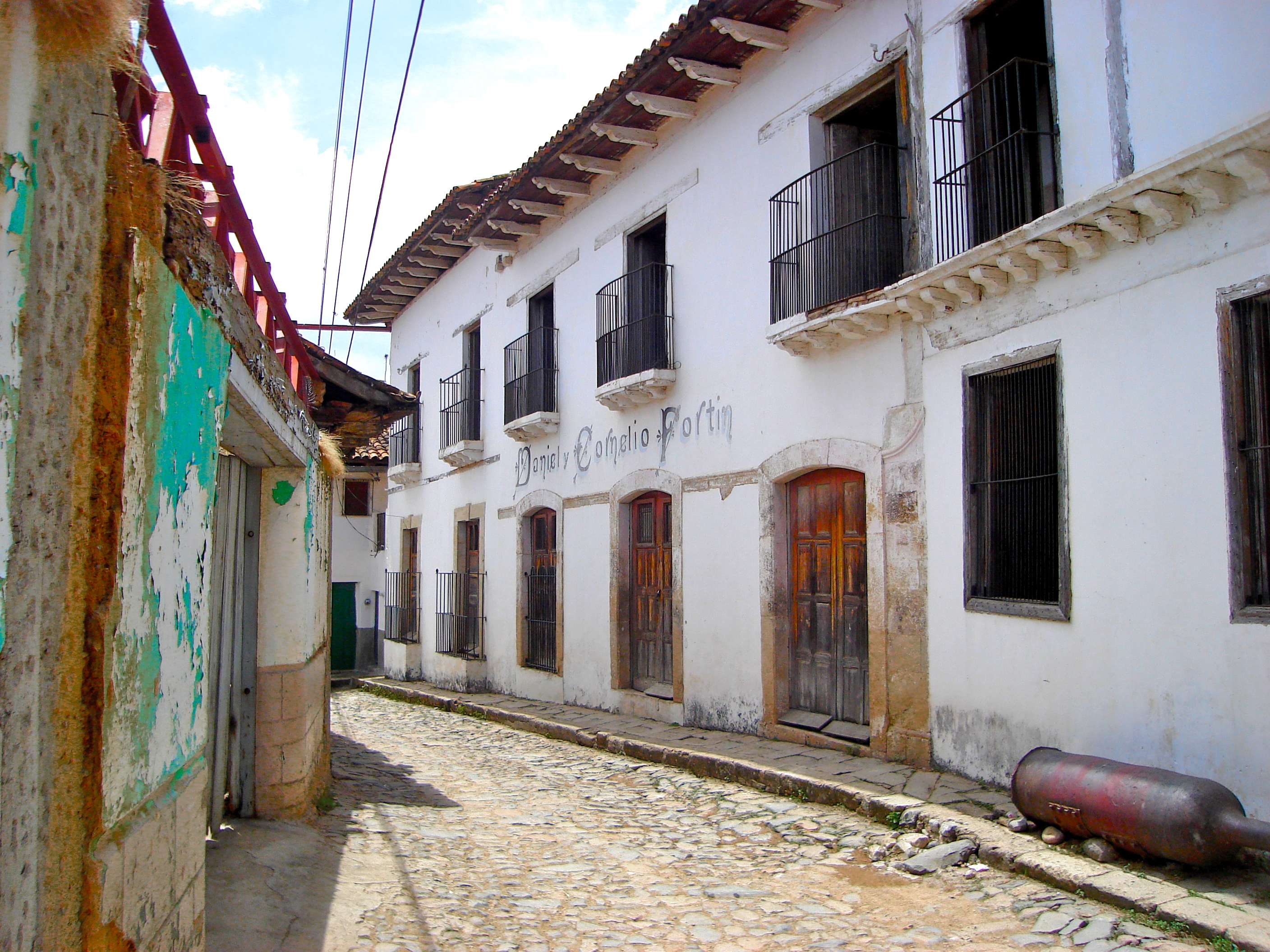
유스카란

유스카란(스페인어: Yuscarán)은 온두라스의 도시로 엘파라이소 주의 주도이며 면적은 348.9km2, 인구는 11,396명(2001년 기준)이다.